# St. Aposteln (Frankfurt am Main)

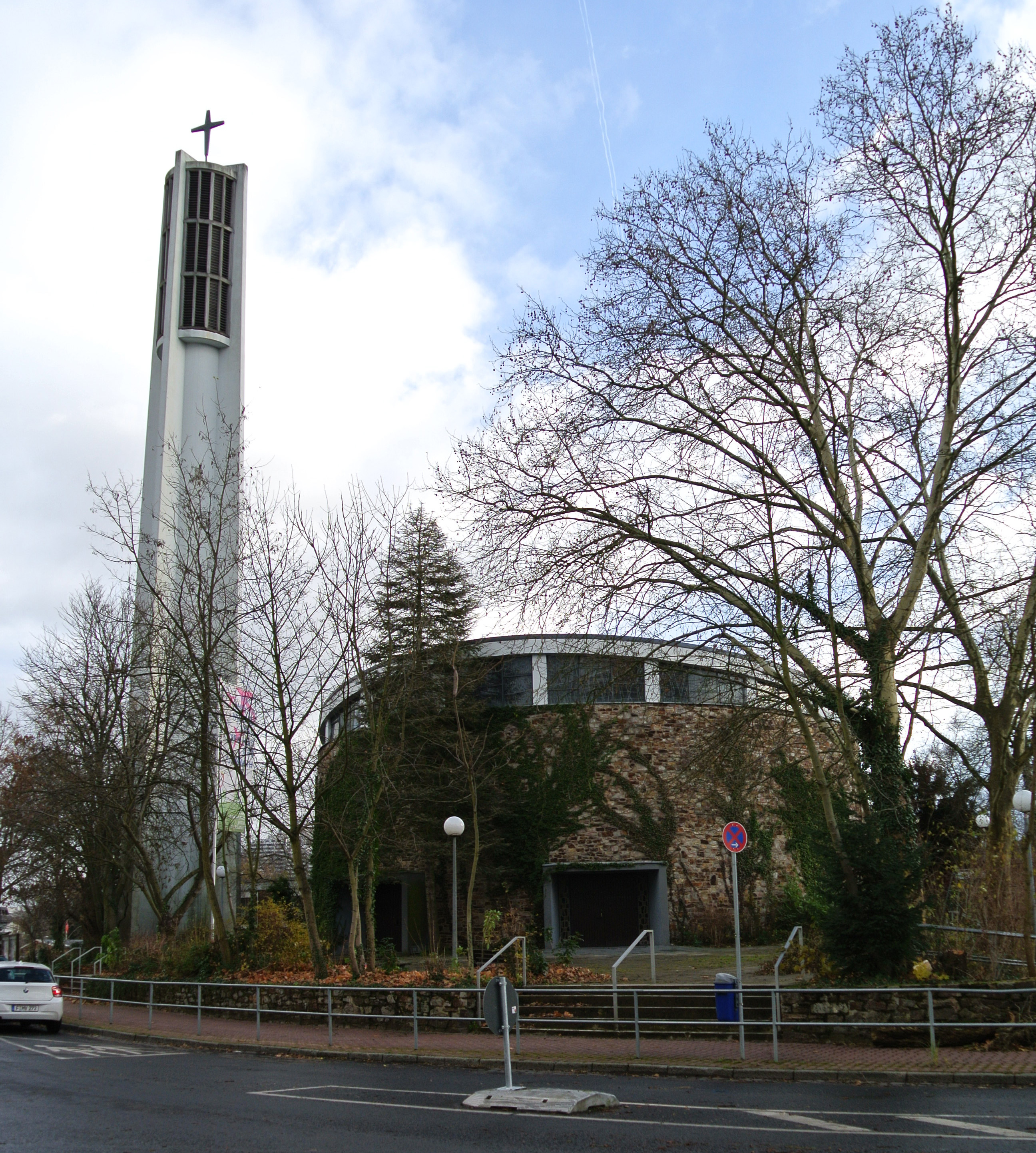
Westansicht

St. Aposteln ist eine römisch-katholische Kirche im Frankfurter Stadtteil Sachsenhausen. Die Filialkirche gehört als Kirchort St. Aposteln zur Pfarrei St. Bonifatius und somit zum Bistum Limburg. Die Kirche wurde im Stil der Nachkriegsmoderne erbaut und 1963 geweiht. Sie ist ein Kulturdenkmal nach dem Hessischen Denkmalschutzgesetz.

## Geschichte
Mit der Fertigstellung der Fritz-Kissel-Siedlung Mitte der 1950er Jahre stieg auch die Zahl der Gemeindemitglieder von St. Bonifatius auf über 15.000, viele von ihnen Vertriebene aus Mittel- und Osteuropa. Seit 1956 waren die Ausgründung einer neuen Gemeinde und der Bau einer Kirche geplant. Auf dem Baugrundstück südlich der Siedlung im Ziegelhüttenweg 149 wurde zunächst im Jahr 1957 eine bestehende Scheune zur Notkirche umgestaltet und ein Apostelaltar aus dem Dom aufgestellt, was später zur Namensgebung führte. Der erste Gottesdienst fand an Christi Himmelfahrt 1957 statt. Der neu gegründete Kirchenbauverein schuf die finanzielle Grundlage für den Bau der Kirche. 1959 wurde ein Architektenwettbewerb durchgeführt. Die Architekten Georg Müller und Helmut Müller wurden mit der Planung beauftragt. 1961 wurde mit dem Bau begonnen und am 17. Juni 1963 die neue Kirche von Bischof Wilhelm Kempf konsekriert. Mit der im Bistum Limburg durchgeführten Fusion von Pfarreien zu Pfarreien neuen Typs wurde 2014 St. Aposteln zum Kirchort der Pfarrei St. Bonifatius und erhielt die Funktionszuweisung Sozialpastorales Zentrum.

## Architektur
St. Aposteln liegt als städtebauliche Dominante der Wohnsiedlung am Schnittpunkt von Ziegelhüttenweg, Beuthener und Teplitz-Schönauer-Straße. Der weiße Glockenturm bezieht sich nach Nordwesten auf die evangelische Osterkirche. St. Aposteln markiert den Übergang von der zeilenförmigen Wohnbebauung zur offenen Landschaft. Das Kirchenschiff besteht aus Bruchsteinen und erhebt sich über einem kreisförmigen, nach Osten verjüngenden Grundriss. Die Außenmauern aus Quarzit prägen das Erscheinungsbild. Das flachgeneigte Dach mit seiner weiß gestrichenen Konstruktion ist durch ein Fensterband von den Wänden abgesetzt. Niedrige backsteinsichtige Bauten begleiten die Kirche. Nach Norden schließt das Pfarramt und nach Süden das Gemeindehaus und der Kindergarten an. Der skulpturale Kirchenbau besticht durch seine organische Form, die durch niedrigere, quaderförmige Gemeindebauten gerahmt und damit in ihrer Wirkung noch gesteigert wird.
Zwei Portale erschließen von Nordwesten den Innenraum. Die aufschwingende Decke und zwei Bankblöcke mit Mittelgang weisen auf den Altar im Südosten. Er steht vor einer bild- und fensterlosen Wand. Das umlaufende Glasband, das sich zum Altar hin weitet, zeigt eine farbig-figurative Gestaltung. Das umlaufende Lichtband setzt die Decke deutlich von den Wänden ab. Nach Süden öffnet sich die Wand zu einer Seitenkapelle. Nach Südosten gliedern sich weitere Nebenräume wie die Sakristei an. Im Nordwesten greift die skulptural eingestellte Orgelempore den Schwung des Raums auf.

## Ausstattung
Die Buntglasfenster, die von allen Seiten Licht in den Kirchenraum lassen, wurden nach Entwürfen des Frankfurter Künstlers Joachim Pick gestaltet. Es sind verschiedene biblische Szenen dargestellt. Zwei größere Figurengruppen befinden sich in den Fensterflächen des Chores und eine kleinere in der Erweiterung des Lichtbandes über der Empore. Ein blaues Farbband zieht sich durch alle Fenster und verbindet die einzelnen Fenstermotive miteinander. Der Altar besteht aus Muschelkalk.

## Orgel
Die Orgel auf der Empore stammt von Johannes Klais Orgelbau. Sie hat 24 Register auf zwei Manualen und Pedal und 1650 Pfeifen.

## Geläut
Die Kirche verfügt über fünf Glocken. Das Geläut harmoniert mit den vier Glocken der Osterkirche.
| Nr. | Name               | Nominal | Masse   | Inschrift                                                          | Relief                                             |
| 1   | Christusglocke     | cis1    | 4000 kg | Christus gestern – Christus heute – Christus in Ewigkeit           | ego rex pacem meam do vobis                        |
| 2   | Apostelglocke      | e1      | 2100 kg | Ihr werdet meine Zeugen sein                                       | Abendmahl und Himmelfahrtsgruppe                   |
| 3   | Marienglocke       | fis1    | 1500 kg | Freu dich, du Himmelskönigin, Halleluja; bitt’ Gott für uns, Maria | Gekrönte Gottesmutter                              |
| 4   | Heilige der Heimat | a1      | 1200 kg | Heilige der Heimat, bittet für uns                                 | Bonifatius – Elisabeth – Hedwig – Johannes Nepomuk |
| 5   | Totenglocke        | h1      | 800 kg  | Wir sind nur Gast auf Erden                                        | stilisiertes Kreuz                                 |

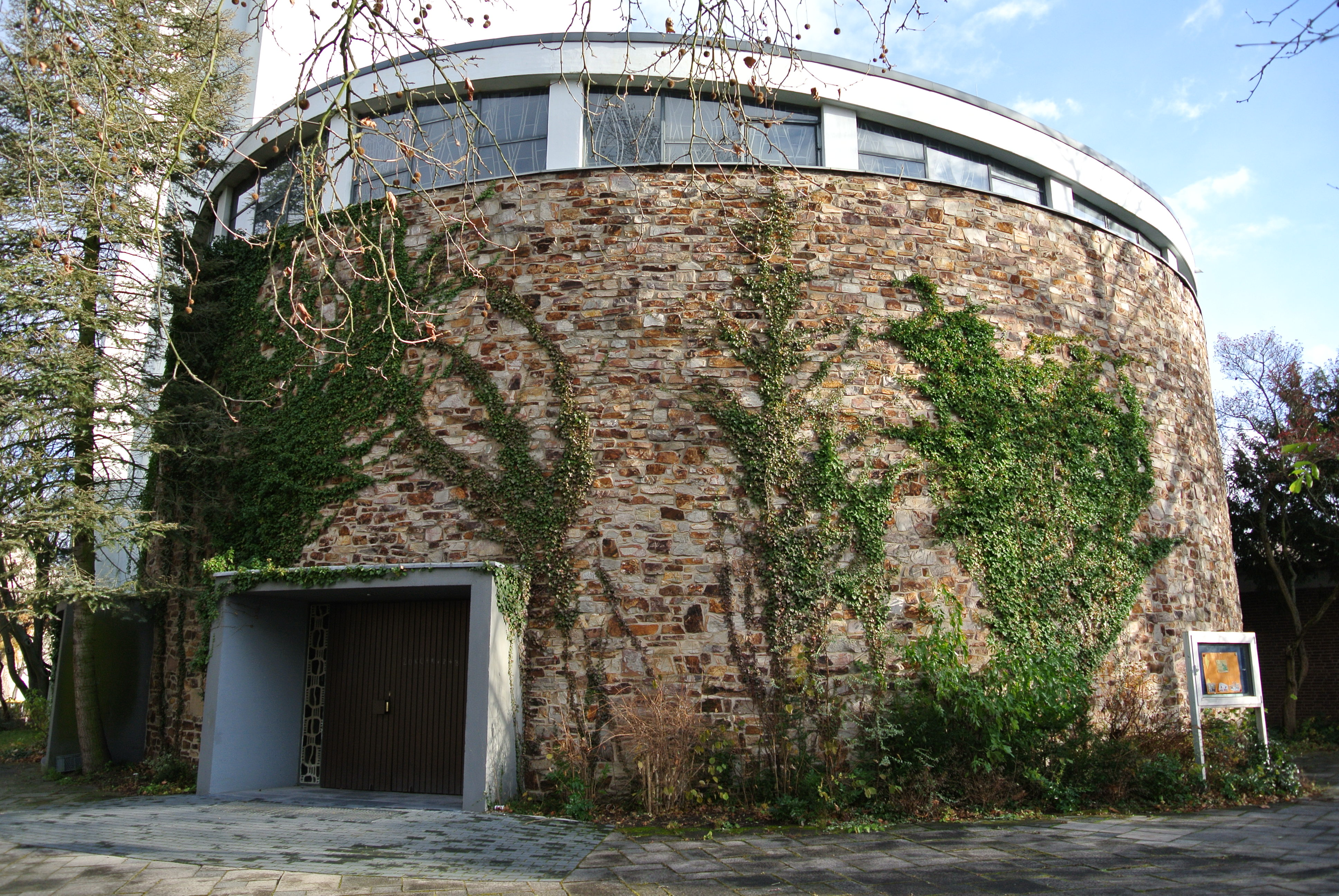
Kirchenschiff mit Eingang von Westen
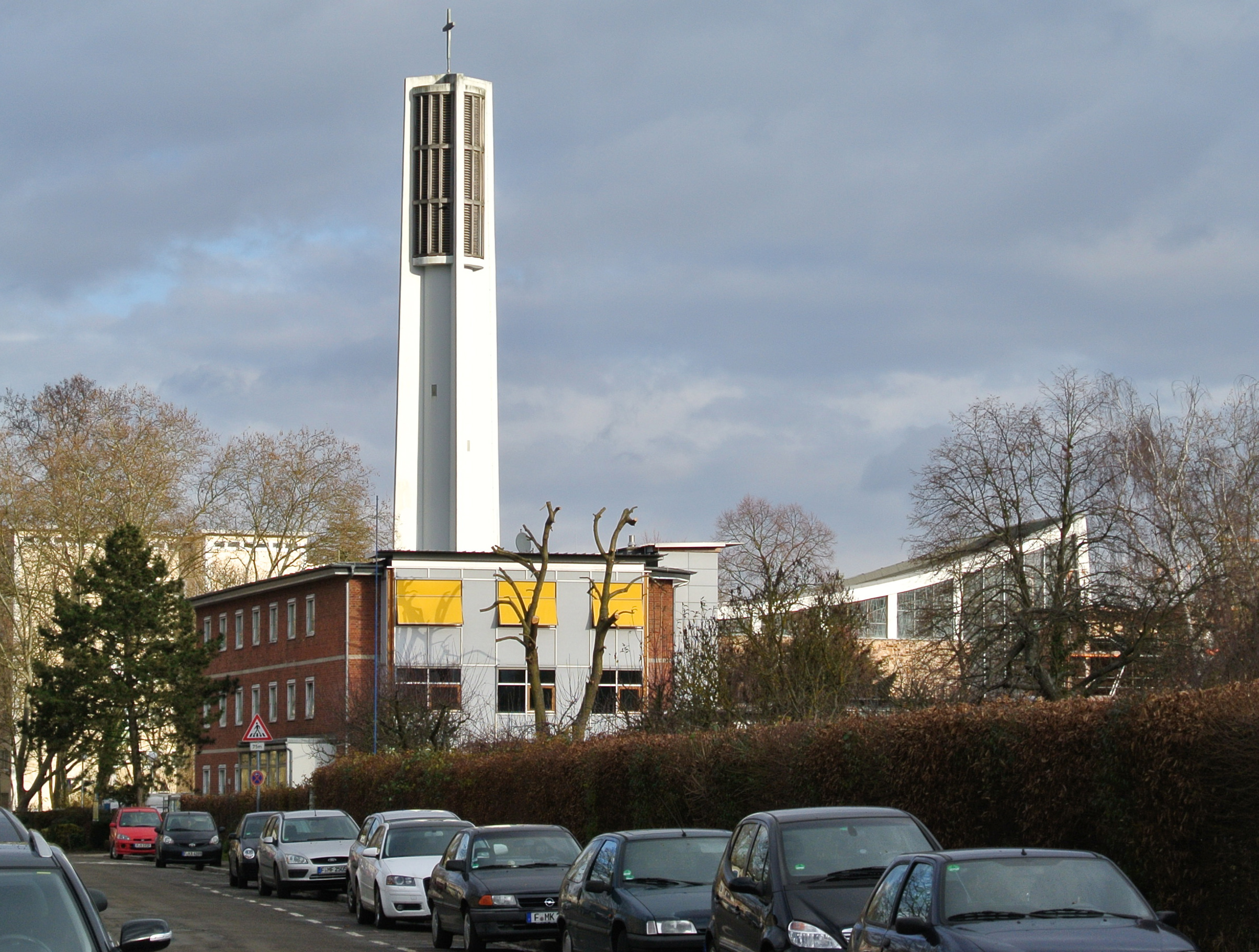
Ansicht von Süden